# Mes pires potes
Mes pires potes est une série télévisée française en vingt épisodes de 22 minutes, créée par Nagui, réalisée par Gérard Pullicino et diffusée entre le 9 décembre 2000 et le 5 mai 2001 sur Canal+, et rediffusée en 2010 sur Game One.

## Synopsis
Cette sitcom met en scène les mésaventures de quatre célibataires qui cohabitent en banlieue parisienne. Simon, héritier de la maison, héberge Bounti, l'amateur de cannabis, Miloud, le parasite obsédé sexuel, et Valérie, l'esthéticienne un peu naïve.

## Distribution
- Pascal Elbé : Simon Bensimon
- Atmen Kelif : Miloud
- Frédéric Saurel : Bounti Garnier
- Aude Thirion : Valérie Boulard

## Personnages
Simon Bensimon : c'est le propriétaire de la maison. Il héberge ses amis (et le regrette parfois). Éternel hypocondriaque, angoissé et maniaque, il est la voix de la sagesse de la maison. Séducteur, c'est lui qui a le plus de conquêtes et de succès auprès des filles.
Bounti Garnier : artiste à ses heures perdues, il se passionne pour la drogue et en particulier l'herbe. C'est le plus violent de la bande et a souvent des accès de violence. Il vit dans la cave et ne ramène pas souvent de femmes à la maison. Dans l'épisode 6, on apprend qu'il n'a pas eu de relation sexuelle depuis 1988.
Miloud : c'est le seul de la maison dont le nom de famille n'est jamais mentionné. Obsédé sexuel, parasite et immature, il est le souffre-douleur de la maison. Au fil des épisodes Miloud apparaît comme raciste et couard. Très bête, il est souvent manipulé par les autres. 
Valérie « Valou » Boulard : la figure féminine de la maison. Elle est esthéticienne et très intéressée par les hommes, mais elle se retrouve perdante dans toutes les relations : ils ont un énorme défaut ou elle ne les intéresse pas ou elle les désintéresse d'elle. Son vrai grand amour est Simon, qu'elle essaye tant bien que mal, de séduire.

## Épisodes
1. Le Cadeau empoisonné
Bounti et Miloud achètent une sculpture horrible avec l'argent de Simon. Valérie fait la connaissance de Brian, le fils de son petit-ami Charles, joueur invétéré. Séduite par le jeune homme, Valérie couche avec lui.
2. Dur à cuire
Miloud est inquiet: il a un souci avec la taille de son sexe. Bounti éduque Simon afin qu'il ne se laisse plus marcher sur les pieds. Valou est allée chez le coiffeur, sa coupe est horrible, mais personne n'ose lui dire.
3. L'Ami des bêtes
Simon tue par accident le poisson rouge de Bounti. Miloud se retrouve avec une vieille sur les bras, qui ne sait plus où elle habite. Valérie se fait draguer par un bel homme en Ferrari, qu'elle repousse à cause de ses principes sur les « quéquettes à roulettes ».
4. Pour le malheur et pour le pire
Bounti est obsédé par un rat qui hante la maison. Il installe de la mort au rats partout, même dans les cacahouètes. Simon ne supporte pas le futur mari de sa mère. Sans le vouloir, il l'empoisonne et tente de masquer le « meurtre » en suicide avec l'aide de Bounti et Miloud. 
Valérie sort avec un flic et n'assume absolument pas vis-à-vis de ses potes
5. I love you Évelyne
Grâce à Valou, Bounti s'est procuré la K7 vidéo de l'épilation de son idole, Evelyne Leclerc.
Mais Miloud efface l'enregistrement et va tout faire pour lui cacher la catastrophe, quitte à se faire épiler lui-même. 
De son côté, Valou sort avec un bellâtre à l'hygiène plus que douteuse. Quant à Simon, il a une séance photo prévue pour la promotion de son nouveau livre. Le seul souci, il a un énorme bouton sur le nez.
6. Scènes de ménage
Claudine, une amie de Valérie, est hébergée par les potes. Elle séduit les trois garçons en se faisant passer pour la femme idéale. Elle arrive à prendre la place de Valérie dans la maison, jusqu'à ce que cette dernière quitte la maison. Miloud devient vigile dans un supermarché, mais n'est pas très doué.
7. Soigne ta gauche
Après avoir engagé une femme de ménage noire étrangère en situation irrégulière, Miloud témoigne des signes de racisme. Il est viré de la maison, après avoir été surpris en train d'insulter la femme de ménage. Pour se rattraper, il présente la femme de ménage au nouveau voisin des potes qui se prétend être d'une association qui régularise les étrangers en situation irrégulière. Pour séduire Marie-Charlotte, une maniaque de l'apparence et du détail, Simon passe des nuits blanches à soigner son apparence au réveil. Et quand les chaussettes disparaissent dans la machine à laver, il n'y a vraiment que Bounti pour commencer une enquête et accuser la machine à laver.
8. Comment lui dire ?
Que de dilemmes ! 
Pour faire partir Vanessa, la petite-amie de Miloud, il lui fait croire qu'il est parti et se planque dans la cave de Bounti en attendant que Vanessa parte d'elle-même. 
Pierre, un ex de Valérie revient la voir cinq ans après l'avoir larguée. Il a beaucoup changé, et pour cause, il est en fauteuil roulant, ce qui repousse Valou mais qui finit par lui plaire, jusqu'à ce que Pierre lui annonce qu'il a rencontré quelqu'un. Dans un instant de création, Bounti offre une toile pornographique à Simon, qui déteste ses œuvres. 
9. À cause d’une allumette
Simon est vexé car sa copine Hélène critique son côté trop « classique » au lit.
Il décide donc de se débarrasser de toutes les vieilleries qui semblent le pousser au conformisme: Jouets, B.D...Il refourgue le tout à Miloud, qui doit les revendre à une brocante. En fin de journée, Simon récupère ses vieilleries et s'aperçoit qu'une de ses B.D a été vendue au voisin raciste des potes. Valérie garde le bébé d'une amie et s'en sort assez mal. Bounti l'aide et évidemment ça tourne au drame. 
10. Adieu Zouzou
Simon sort avec une fille qui se met à pleurer dès qu'il essaie de la larguer. Il va devoir ruser pour se débarrasser d'elle. Après une séance de karaoké, Valérie quitte son boulot d'esthéticienne pour se lancer dans la chanson. 
11. Le bonheur est dans le marais
Bounti veut prouver aux autres qu'il peut arrêter de fumer quand il veut. Miloud est engagé chez "Blagambar" pour écrire des blagues, et Valérie sort avec un psy, qui considère Valou comme un cas clinique très intéressant.
12. Le Pigeon
Simon paye un vase à Barbara. Celle-ci doit le rembourser, mais elle ne le fait pas. Simon s'impatiente. Miloud sort avec Pauline, qui ne veut faire l'amour que dans des endroits insolites, ce qui dérange Miloud.
13. La Tête bien pleine
Valérie a un nouveau copain: Fabien. C'est un garçon gentil mais complètement abruti. Valou décide de lui faire découvrir la lecture, mais à la suite de cette découverte, Fabien se désintéresse totalement de Valou. Simon qui en a marre de payer les factures, décide de couper l'électricité dans la maison.
14. La Pervenche perverse
Afin de ne pas payer ses contraventions, Simon couche avec des contractuelles. Bounti, à la suite d'un malentendu, est pris pour un aveugle aux yeux de Camille, une jeune femme très sensible aux handicapées. 
15. Une couille, un mariage, un enterrement
Mamoune, la grand-mère de Simon débarque. Afin de mourir comblée, celle-ci veut voir son petit-fils marié. Simon fait donc passer Valérie comme sa fiancée. À la suite d'un accident, la couille de Miloud est en danger: à la moindre érection, elle explose. Bounti est engagé dans une agence de pub, afin de réaliser une campagne contre la drogue.
16. L'Atelier de vieux
Après avoir cassé par accident le narguilé de Bounti et tenter de le réparer, Simon et Valérie se retrouvent collés par la main. Miloud, pour combler un déficit bancaire, crée une marque de vêtement "Loud" dont les créations sont réalisées par des vieux.
17. À cause d'une différence d'âge
Valérie sort avec un acteur porno. Bounti présente sa nouvelle compagne à Miloud et Simon. Le hic, la conquête de Bounti est beaucoup plus âgée que lui.
18. Insatiables
Miloud et Simon partent en Hollande avec deux jeunes filles. Durant ce week-end, Miloud se rend compte qu'il est attiré par Simon. À la suite d'un malaise, Bounti couche avec Tabata, une infirmière qui se révèle être une insatiable. Dégouté du sexe, Bounti veut devenir prêtre. Valou, elle, se rend compte qu'elle n'intéresse plus les hommes.
19. Faux coupable
Simon retrouve Martine, un flirt de jeunesse. Leur histoire avait ratée à cause d'un pet lâché en public. Simon mène l’enquête afin de découvrir le coupable pétomane.
20. Trop trash pour toi
Bounti rencontre Jean-Denis, le copain de sa sœur Muriel. Le jeune homme a une tête de premier de la classe. Bounti décide de s'occuper de son éducation, afin qu'il devienne trash. Miloud, lui, se rend compte qu'il est inintéressant, personne ne le remarque. À la suite d'un pari avec Simon, Valou prend par erreur des médicaments, qui la rendent gâteuse.

## Anecdotes
- Dans l'épisode 14 (La Pervenche Perverse), Bounti a un accident avec la voiture de Simon à l'intersection entre la rue de la Liberté et la rue de la Fraternité (Paris 19e). Plus tôt dans l'épisode, on aperçoit Simon sortant en courant à proximité du 3 rue de la Liberté. C'est là que se trouverait la maison des 4 amis[1].

- Bien que la série soit visiblement tournée dans le 19e, l'histoire veut que la maison de Simon se trouve en réalité à Joinville-le-Pont[2], en banlieue parisienne. Bounti y fait allusion dans l'épisode 6 (Scènes de ménage) lorsqu'il parle à Claudine.

- Les comédiens avaient déjà travaillé ensemble dans le film Les Parasites en 1999.